# Tweede Kamerverkiezingen in het kiesdistrict Oosterhout

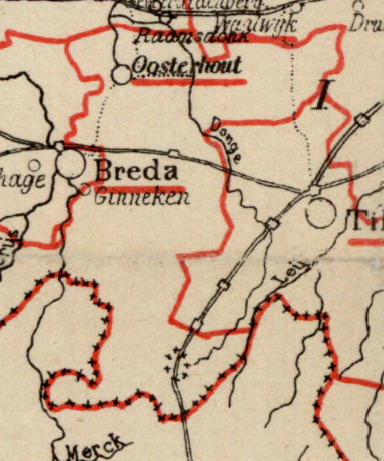
Kiesdistrict Oosterhout (1888)

Tweede Kamerverkiezingen in het kiesdistrict Oosterhout geeft een overzicht van verkiezingen voor de Nederlandse Tweede Kamer in het kiesdistrict Oosterhout in de periode 1888-1918.
Het kiesdistrict Oosterhout werd ingesteld na de grondwetsherziening van 1887. Tot het kiesdistrict behoorden de volgende gemeenten: Baarle-Nassau, Chaam, Dongen, Gilze en Rijen, Ginneken en Bavel, 's Gravenmoer, Loon op Zand, Oosterhout, Rijsbergen, Teteringen en Zundert.
Het kiesdistrict Oosterhout vaardigde in deze periode per zittingsperiode één lid af naar de Tweede Kamer. 
Legenda
- vet: gekozen als lid van de Tweede Kamer.

## 6 maart 1888
De verkiezingen werden gehouden na vervroegde ontbinding van de Tweede Kamer.
|                  | 6 maart |
| ---------------- | ------- |
| Kiesgerechtigden | 3.489   |
| Opkomst          | 2.264   |
| Geldige stemmen  | 2.252   |
| Blanco stemmen   | 11      |
| Kandidaten       |         |
| T.L.M.H. Borret  | 2.112   |
| J.S.P.W. Eerens  | 111     |

## 9 juni 1891
De verkiezingen werden gehouden na ontbinding van de Tweede Kamer.
|                                    | 9 juni |
| ---------------------------------- | ------ |
| Kiesgerechtigden                   | 3.510  |
| Opkomst                            | 2.510  |
| Geldige stemmen                    | 2.495  |
| Blanco stemmen                     | 3      |
| Kandidaten                         |        |
| I.B.D. van den Berch van Heemstede | 1.481  |
| T.L.M.H. Borret                    | 995    |

## 10 april 1894
De verkiezingen werden gehouden na vervroegde ontbinding van de Tweede Kamer.
|                                    | 10 april |
| ---------------------------------- | -------- |
| Kiesgerechtigden                   | 3.491    |
| Opkomst                            | 1.382    |
| Geldige stemmen                    | 1.365    |
| Blanco stemmen                     | 14       |
| Kandidaten                         |          |
| I.B.D. van den Berch van Heemstede | 1.256    |
| W.J.G. van Oldeneel tot Oldenzeel  | 48       |

## 15 juni 1897
De verkiezingen werden gehouden na ontbinding van de Tweede Kamer.
|                                    | 15 juni |
| ---------------------------------- | ------- |
| Kiesgerechtigden                   | 6.175   |
| Opkomst                            | 3.636   |
| Geldige stemmen                    | 3.599   |
| Blanco stemmen                     | 264     |
| Kandidaten                         |         |
| I.B.D. van den Berch van Heemstede | 3.335   |
| A.P.R.C. van Borch van Verwolde    | 264     |

## 14 juni 1901
De verkiezingen werden gehouden na ontbinding van de Tweede Kamer.
|                                    | 14 juni |
| ---------------------------------- | ------- |
| Kiesgerechtigden                   | 6.388   |
| Kandidaten                         |         |
| I.B.D. van den Berch van Heemstede |         |

Van den Berch van Heemstede was de enige kandidaat; hij werd zonder nadere stemming gekozen verklaard.

## 16 juni 1905
De verkiezingen werden gehouden na ontbinding van de Tweede Kamer.
|                                    | 16 juni |
| ---------------------------------- | ------- |
| Kiesgerechtigden                   | 6.784   |
| Opkomst                            | 4.737   |
| Geldige stemmen                    | 4.648   |
| Blanco stemmen                     | 89      |
| Kandidaten                         |         |
| I.B.D. van den Berch van Heemstede | 3.470   |
| J.N.J.E. Thijssen                  | 825     |
| F.J. Potter                        | 353     |

## 11 juni 1909
De verkiezingen werden gehouden na ontbinding van de Tweede Kamer.
|                                    | 11 juni |
| ---------------------------------- | ------- |
| Kiesgerechtigden                   | 7.460   |
| Opkomst                            | 5.107   |
| Geldige stemmen                    | 4.997   |
| Blanco stemmen                     | 110     |
| Kandidaten                         |         |
| I.B.D. van den Berch van Heemstede | 4.459   |
| P. Tideman                         | 321     |
| W.F. Dekkers                       | 217     |

## 17 juni 1913
De verkiezingen werden gehouden na ontbinding van de Tweede Kamer.
|                                    | 17 juni |
| ---------------------------------- | ------- |
| Kiesgerechtigden                   | 8.218   |
| Opkomst                            | 5.758   |
| Geldige stemmen                    | 5.691   |
| Blanco stemmen                     | 67      |
| Kandidaten                         |         |
| I.B.D. van den Berch van Heemstede | 5.110   |
| G.W. Kernkamp                      | 376     |
| H.A. Koomans                       | 205     |

## 29 augustus 1916
Isaäc van den Berch van Heemstede, gekozen bij de verkiezingen van 17 juni 1913, trad op 1 augustus 1916 af vanwege gezondheidsredenen. Om in de ontstane vacature te voorzien werd een tussentijdse verkiezing gehouden.
|                           | 29 augustus |
| ------------------------- | ----------- |
| Kiesgerechtigden          | 8.730       |
| Kandidaten                |             |
| A.B.G.M. van Rijckevorsel |             |

Van Rijckevorsel was de enige kandidaat; hij werd zonder nadere stemming gekozen verklaard.

## 15 juni 1917
De verkiezingen werden gehouden na ontbinding van de Tweede Kamer.
|                           | 15 juni |
| ------------------------- | ------- |
| Kiesgerechtigden          | 8.909   |
| Kandidaten                |         |
| A.B.G.M. van Rijckevorsel |         |

De zeven in de vorige Tweede Kamer vertegenwoordigde partijen hadden afgesproken in elkaars kiesdistricten geen tegenkandidaten te stellen. Van Rijckevorsel was derhalve de enige kandidaat; hij werd zonder nadere stemming gekozen verklaard.

## Opheffing
De verkiezing van 1917 was de laatste verkiezing voor het kiesdistrict Oosterhout. In 1918 werd voor verkiezingen voor de Tweede Kamer overgegaan op een systeem van evenredige vertegenwoordiging met kandidatenlijsten van politieke partijen.